# Valtura
Valtura (en italien : Altura) est une localité de Croatie située en Istrie, dans la municipalité de Ližnjan, dans le comitat d'Istrie. En 2001, la localité comptait 636 habitants.

## Démographie
| 1948 | 1953 | 1961 | 1971 | 1981 | 1991 | 2001 |
| ---- | ---- | ---- | ---- | ---- | ---- | ---- |
| 852  | 855  | 829  | 562  | 566  | 541  | 636  |